# كينتا كاواي
كينتا كاواي (باليابانية: 川井 健太) (مواليد 7 يونيو 1981)، هو لاعب كرة قدم ياباني سابق كان يلعب كمهاجم.

## وصلات خارجية
- كينتا كاواي على موقع رابطة كرة القدم اليابانية للمحترفين (اليابانية)
- كينتا كاواي على موقع قاعدة بيانات كرة القدم.إي يو (الإنجليزية)
- كينتا كاواي على موقع Soccerway.com (الإنجليزية)
- كينتا كاواي على موقع عالم كرة القدم.نت (الإنجليزية)